# Charles Pantz
Charles Pantz war ein französischer Hersteller von Kraftfahrzeugen.

## Unternehmensgeschichte
Charles Pantz gründete 1899 in Pont-à-Mousson das Unternehmen, das seinen Namen trug. Zunächst entstanden Lastkraftwagen. Der Markenname lautete Pantz. 1900 begann auch die Produktion von Automobilen, die bereits 1901 wieder endete. Lastkraftwagen wurden noch bis 1907 hergestellt.

## Automobile
Das Unternehmen bot zwei Modelle an. Die beiden zur Auswahl stehenden Zweizylindermotoren leisteten 6 PS und 9 PS. Die Motorleistung wurde über Riemenscheiben an die Hinterräder übertragen. Das Getriebe verfügte über vier Vorwärts- und zwei Rückwärtsgänge. Die Steuerung erfolgte mittels einer Lenkstange.